# Bujaleuf
Bujaleuf ist eine Gemeinde in Frankreich. Hier liegt auf 290 Metern über Meereshöhe der tiefste Punkt des Kantons Eymoutiers in der Region Nouvelle-Aquitaine, im Département Haute-Vienne und im Arrondissement Limoges. Die Maulde passiert die Gemeindegemarkung, tangiert das Siedlungsgebiet im Norden und durchfließt in Bujaleuf einen kleinen See, den Lac Sainte-Hélène. Die Nachbargemeinden sind Champnétery im Nordwesten, Cheissoux im Norden, Saint-Julien-le-Petit im Nordosten, Augne im Osten, Eymoutiers im Südosten, Neuvic-Entier im Süden, Masléon im Südwesten und Saint-Denis-des-Murs im Westen.

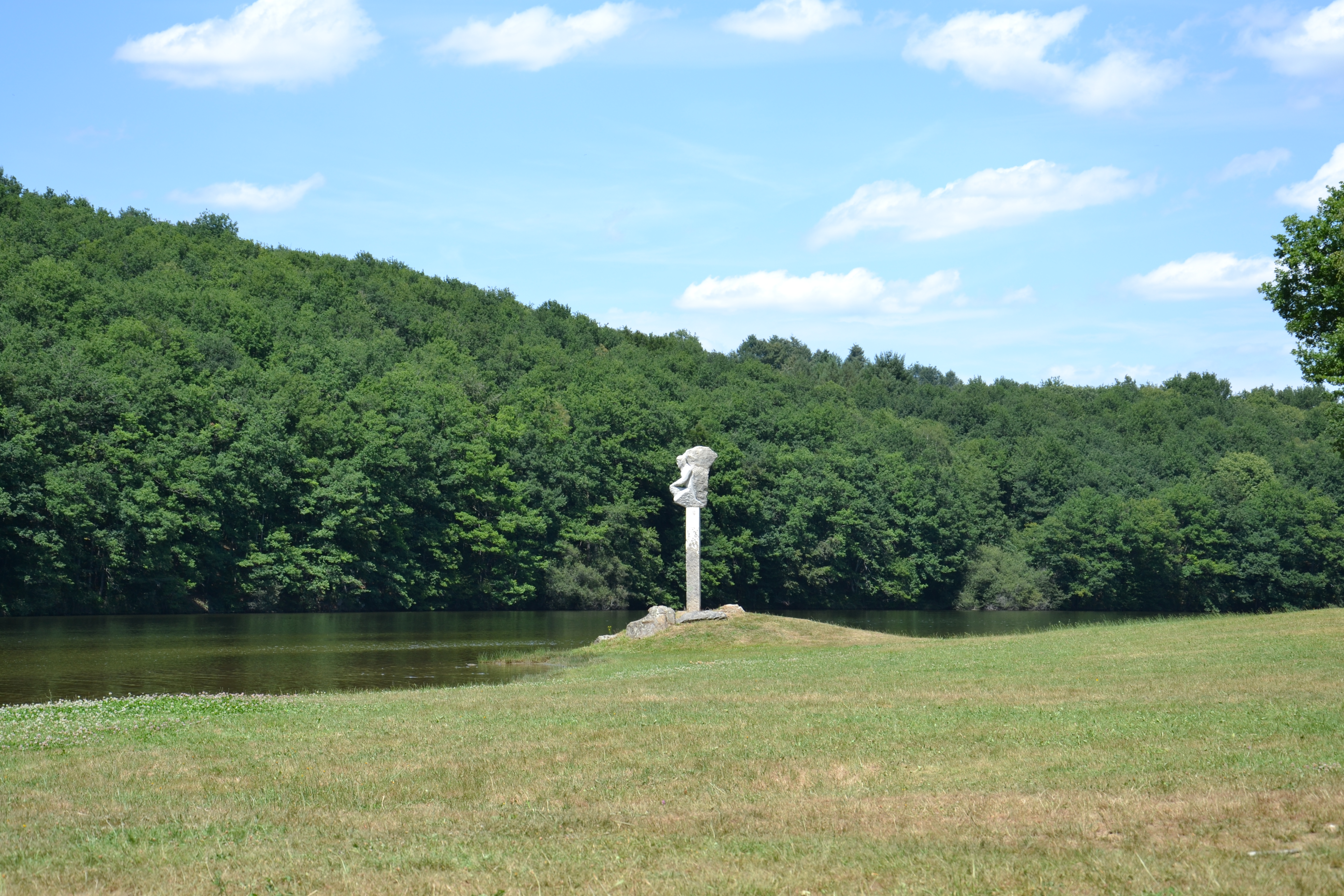
Lac Sainte-Hélène

## Geschichte
Vor 1140 wurde in Bujaleuf das Grammontenserpriorat Boisvert mit der grammontensischen Bezeichnung „Bosco viridi“ gegründet.

### Bevölkerungsentwicklung
| Jahr      | 1962 | 1968 | 1975 | 1982 | 1990 | 1999 | 2008 | 2013 |
| --------- | ---- | ---- | ---- | ---- | ---- | ---- | ---- | ---- |
| Einwohner | 1300 | 1104 | 1059 | 1079 | 999  | 927  | 886  | 859  |

## Gemeindepartnerschaft
Seit 1991 besteht eine Gemeindepartnerschaft mit Burgoberbach in Deutschland.